# Wapen van Stad Almelo

Het wapen van Stad Almelo

Het wapen van Stad Almelo werd op 24 november 1819 per besluit door de Hoge Raad van Adel aan de Overijsselse gemeente Stad Almelo bevestigd. Vanaf 1914 is het wapen niet langer als gemeentewapen in gebruik omdat de gemeente Stad Almelo samen met de gemeente Ambt Almelo opging in de gemeente Almelo.

## Blazoenering
De blazoenering van het wapen luidt als volgt:
Van lazuur, beladen met drie gouden ruiten. Het schild gedekt met een gouden kroon.
Niet vermeld is dat de kroon vijfbladig, een zogenaamde markiezenkroon is.

## Verklaring
Het wapen van de Heren van Almelo uit de 14e of 15e eeuw vormde waarschijnlijk de basis voor het wapen van Stad Almelo en komt al voor op zegels uit 1394 en 1405. Het wapen is weergegeven in rijkskleuren, maar hoort van azuur met zilveren ruiten te zijn. De betekenis van het wapen is onbekend.

## Verwante wapens

Wapen van Almelo
Wapen van Ambt Almelo

Ambt Almelo
· Ambt Delden
· Ambt Hardenberg
· Ambt Ommen
· Ambt Vollenhove
· Avereest
· Bathmen
· Blankenham
· Blokzijl
· Brederwiede
· Den Ham
· Denekamp
· Diepenheim
· Diepenveen
· Genemuiden
· Giethoorn
· Goor
· Grafhorst
· Gramsbergen
· Hasselt
· Heino
· Holten
· IJsselham
· IJsselmuiden
· Kamperveen
· Kuinre
· Lonneker
· Markelo
· Nieuwleusen
· Noordoostpolder
· Oldemarkt
· Olst
· Ootmarsum
· Rijssen
· Stad Almelo
· Stad Delden
· Stad Hardenberg
· Stad Ommen
· Stad Vollenhove
· Steenwijk
· Steenwijkerwold
· Urk
· Vollenhove
· Vriezenveen
· Wanneperveen
· Weerselo
· Wijhe
· Wilsum
· Zalk en Veecaten
· Zwartsluis
· Zwollerkerspel